# Калудов, Калуди
Калуди Купенов Калудов (род. 15 марта 1953, село Любен-Каравелово, Варненская область, Болгария) — болгарский оперный певец, тенор.

## Биография
Калуди Калудов родился в селе Любен-Каравелово неподалёку от Варны. В детстве играл на аккордеоне. После окончания 8-летней школы в Варне пытался поступить в музыкальное училище, но не был принят из-за «отсутствия голоса». Закончил народное училище по специальности мастера по двигателям внутреннего сгорания, ремонтировал двигатели тракторов на заводе имени Василя Коларова. Будущего великого певца в Калуди услышала педагог по вокалу Веселина Зафирова. Зафирова обучала Калуди в течение шести месяцев бесплатно, затем 17-летний Калуди был принят в Военно-морской ансамбль. Руководитель ансамбля хоровой дирижёр Атанас Димитров внёс свою лепту в вокальное образование Калудова.
Калудов завоевал бронзовую медаль на вокальном конкурсе и был принят в Софийскую музыкальную академию, в класс Лиляны Жабленской. На втором курсе завоевал третье место на конкурсе в Женеве. На третьем курсе консерватории Калудов женился на гражданке Польши и уехал в Варшаву, где был замечен в Варшавской консерватории и начал выступать в Большом театре, учась на четвёртом курсе консерватории.
После окончания академии в 1978 году официально дебютировал в Пловдиве в роли Альфреда («Травиата» Дж. Верди), был солистом Софийской национальной оперы. По счастливому стечению обстоятельств и рекомендации Н. Гяурова заменил заболевшего тенора в Венской государственной опере (Форесто, «Аттила» Дж. Верди). За успешным выступлением в Вене последовали приглашения в ведущие оперные театры Европы и мира. В 1983 году пел «Реквием» Верди в Лондоне. В 1985 выступал в Ла Скала в кантате «Свадебные рубашки» А. Дворжака, а позднее в операх «Аттила» и «Бал-маскарад» Верди и «Манон Леско» Дж. Пуччини. С 1994 года Калудов — ведущий тенор оперного фестиваля в Савонлинна.
Калудов — основатель и артистический директор певческого фестиваля Viva il canto в Польше, основатель ассоциации «Бельканто» в Болгарии, организующей мастер-классы и поддерживающей молодых оперных певцов. С 2003 года преподаёт в музыкальной академии в Катовице, с 2006 — приглашённый преподаватель вокального отделения Нового болгарского университета.
С 1990 года живёт с семьёй в Польше, поёт в варшавском Большом театре. Калуди имеет четверых детей от первого брака и одного ребёнка от второго брака с польской сопрано Анной Дитри.

## Репертуар
В репертуаре Калуди Калудова более 60 теноровых оперных партий. В их числе все основные партии в операх Верди: Альфред («Травиата»),
Дон Карлос, Радамес («Аида»), Дон Альваро («Сила судьбы»), Манрико («Трубадур»), Герцог («Риголетто»), Рикардо («Бал-маскарад»), Эрнани; оперы Пуччини: Каварадосси («Тоска»), Рудольф («Богема»), Де Грие («Манон Леско»), Калаф («Турандот»). Русский репертуар включает роли Дмитрия и князя Голицына («Борис Годунов» и «Хованщина» М. П. Мусоргского), Владимира («Князь Игорь» А. П. Бородина), Ленского («Евгений Онегин» П. И. Чайковского). Певец исполняет ведущие теноровые партии в операх белькантового (Доницетти, Россини, Беллини) и веристского (Понкьелли, Леонкавалло, Масканьи, Джордано) репертуара.
Концертный репертуар Калудова столь же богат: Реквиемы Верди и Моцарта, Stabat Mater Россини и Дворжака, симфония № 9 Бетховена, «Глаголическая месса» Яначека.
По мнению критика, «в голосе Калудова удачно сочетаются лёд и пламень, техничность и масштабность, а достаточная мощь не затемняет светло-серебристого оттенка тембра. Манера звукоизвлечения у певца сфокусированная и в то же время не сухая.»
Певец имеет обширную дискографию как живых, так и студийных записей.

## Избранная дискография
- Дж. Верди, «Аттила» — Рэйми, Дзанканаро, Штудер, Калудов, Гавацци, Лупери; Ла Скала, дир. Р. Мути (Opus Arte, 1991)
- Дж. Пуччини, «Манон Леско» — Гаучи, Калудов, Сардинеро; Филармонический оркестр радио и телевидения Бельгии, дир. А. Рахбари (Naxos Classics, 1992)
- А. Бойто, «Мефистофель» — Гюзелев, Калудов, Евстатиева; Софийская национальная опера, дир. И. Маринов (Capriccio Records, 2005)
- А. П. Бородин, «Князь Игорь» — Евстатиева, Гяуров, Гюзелев, Калудов, Мартинович, Мильчева; Софийская национальная опера, дир. Э. Чакыров (Brilliant classics, 2013)